# 美麗的費隆妮葉夫人
《美麗的費隆妮葉夫人》（La belle ferronnière）是達芬奇的一幅肖像畫，現藏於盧浮宮。此畫有時也被稱作《無名女士的肖像》。盧浮宮方面認為這幅畫是達芬奇在米蘭求學時所做的作品。

## 主人公
根據畫作17世紀時的標題“La belle ferronnière”顯示，所繪者可能是一名鐵匠（即ferronnière）的女兒或妻子。達芬奇的《抱銀鼠的女子》有時也用《美麗的費隆妮葉夫人》為標題。不過實際上此畫的主人公究竟是誰並沒有公論。她一度被認為是切奇利婭·加萊拉尼， 但有學者認為這位女子應該是盧多維科·斯福爾扎之妻貝亞特麗斯·德斯特。 也有人認為這是斯福爾扎的情婦盧克雷齊婭·克里韋利。
此外，伯納德·貝倫松認為其應是貝爾納迪諾·德·康蒂（Bernardino de' Conti）。 喬瓦尼·安東尼·博塔費奧則認為應是赫伯特·庫克（Herbert Cook）。

## 贗品
坎薩斯城藝術學院的一個版本曾被認為是真品， 但後來被鑑定為偽作。所有者Andrée Lardoux Hahn女士因此將許多知名鑑定人以誹謗罪告上法庭。 這場官司耗費了六萬美元但沒有得到顯著成效。 2010年1月28日以“可能在1750年以前由列奧納多的追隨者所繪”為名以150萬美元的價格被人拍走，買主是身份未知的美國收藏家。
此外還有一幅十九世紀的複製品藏於尚貝里的藝術館中。

## 外部連結
- La belle ferronnière, Musée du Louvre （页面存档备份，存于）